# Homla
Die Homla ist ein 8,5 km langer Fluss in der Kommune Malvik in der Fylke (Provinz) Trøndelag in Norwegen. 
Er beginnt als Abfluss des etwa 2 km² großen Gebirgssees Foldsjøen auf 205 m Höhe und mündet in Hommelvik, dem Verwaltungszentrum von Malvik, in die Hommelvika, eine Bucht am südlichen Rand des Stjørdalsfjords, einem östlichen Ausläufer des Åsenfjords, der wiederum ein Teilabschnitt des Trondheimfjords ist.

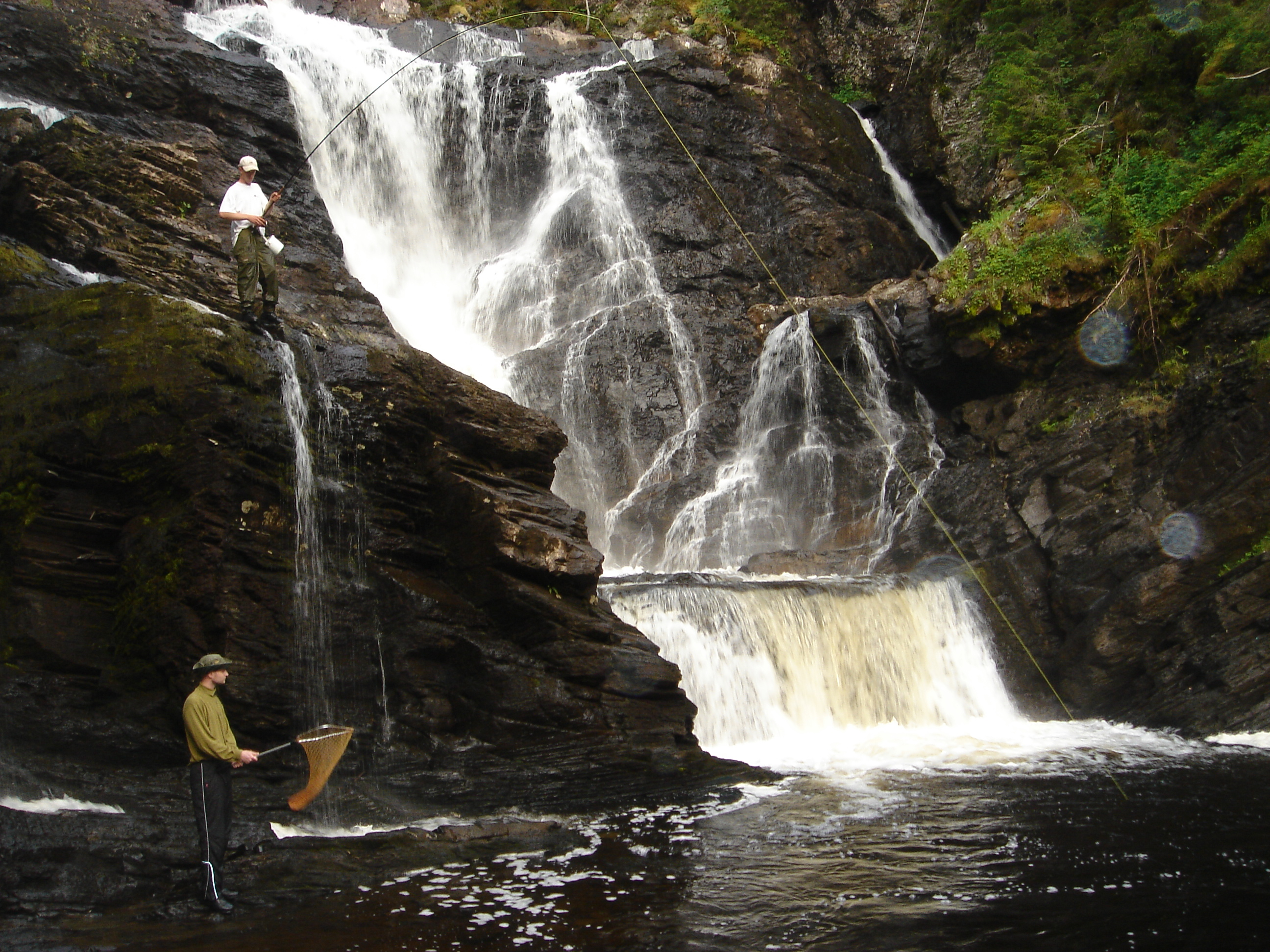
Der Dølafossen an der Homla

Die Homla ist ein Gebirgsfluss, der an seinem Oberlauf über drei hohe Wasserfälle stürzt: den 40 m hohen Storfossen (63° 22′ 26″ N, 10° 46′ 54″ O), den Mettifossen etwa 150 m weiter flussabwärts, und schließlich 350 m weiter den etwa 50 m hohen Dølafossen (63° 22′ 39″ N, 10° 46′ 42″ O). Unmittelbar nach dem Dølafossen biegt der Fluss in einer scharfen 90-Grad-Rechtskurve nach Nordosten um und verläuft dann etwa 3 km in einem nahezu geraden Tal, einer während der Kaledonischen Orogenese entstandenen Bruchlinie, bis nach Hommelvik. Am Südrand des Orts wird er von der Europastraße 6 überquert, und danach fließt er sehr ruhig in mehreren Mäandern auf etwa 2 km Länge durch den Ort bis zu seiner Mündung. 
Der Fluss wurde früher zur Trift von frisch geschlagenem Holz genutzt, und am Dølafossen sind noch heute die Reste eines den Wasserfall umgehenden Triftkanals zu sehen. Heute ist der Fluss bei Wanderern – der Wanderweg „Homlastien“ verläuft an seinem westlichen Ufer – und bei Anglern für seinen Bestand an Lachsen und Bachforellen beliebt; die Lachse können am Dølafossen beobachtet werden, wie sie dieses Hindernis springend zu überwinden versuchen. Um das Jahr 2000 gab es Planungen, einen Staudamm am Storfossen zu bauen, aber nach starken örtlichen Protesten wurde dieser Plan fallengelassen.